# Pictorina bullawarra
Pictorina bullawarra är en insektsart som beskrevs av Otte, D. och R.D. Alexander 1983. Pictorina bullawarra ingår i släktet Pictorina och familjen syrsor. Inga underarter finns listade i Catalogue of Life.